# گونتر کونرت
گونتر کونرت (آلمانی: Günter Kunert; ۶ مارس ۱۹۲۹ – ۲۱ سپتامبر ۲۰۱۹) نویسنده داستان‌های کوتاه، رمان‌نویس، شاعر، فیلم‌نامه‌نویس و نمایش‌نامه‌نویس اهل آلمان بود.
وی همچنین برندهٔ جوایزی همچون جایزه هاینریش مان شده‌است.